# Kriftel
Kriftel település Németországban, Hessen tartományban. Lakosainak száma 11 123 fő (2023. december 31.).

## Népesség
A település népességének változása:
| Lakosok száma | 11 272 | 11 188 | 11 020 | 11 151 | 11 123 |
|               | 2017   | 2019   | 2021   | 2022   | 2023   |